# Juan Carlos Campo
Juan Carlos Campo Moreno (ur. 17 października 1961 w Osunie) – hiszpański polityk i prawnik, w latach 2009–2011 sekretarz stanu, poseł do Kongresu Deputowanych, od 2020 do 2021 minister sprawiedliwości.

## Życiorys
Ukończył studia prawnicze na Universidad de Sevilla. Doktoryzował się na tej samej uczelni. W 1987 podjął pracę w sądownictwie, orzekał w sprawach karnych w sądach w prowincji Kadyks. W latach 1997–2001 był dyrektorem generalnym do spraw relacji z władzą sądowniczą w administracji Andaluzji. W latach 2001–2008 zasiadał w Radzie Głównej Władzy Sądowniczej. Od 2009 do 2011 pełnił funkcję sekretarza stanu do spraw sprawiedliwości w rządzie José Luisa Rodrígueza Zapatero. W 2014 powołany na sekretarza generalnego do spraw stosunków z parlamentem we władzach Andaluzji.
W 2015 z ramienia Hiszpańskiej Socjalistycznej Partii Robotniczej (PSOE) po raz pierwszy uzyskał mandat posła do Kongresu Deputowanych. Z powodzeniem ubiegał się o reelekcję w wyborach w 2016, kwietniu 2019 i listopadzie 2019.
W styczniu 2020 objął stanowisko ministra sprawiedliwości w drugim rządzie Pedra Sáncheza. Urząd ten sprawował do lipca 2021.